# Стіві Нікс
Стефані Лінн «Стіві» Нікс (англ. Stephanie Lynn «Stevie» Nicks; нар. 26 травня 1948 року, Фінікс, Аризона, США) — американська співачка і авторка пісень, часто звана «Королевою Рок-н-Ролу».
Найбільш відома своєю роботою з гуртом Fleetwood Mac, а також успішною сольною кар'єрою. Володарка виняткового голосу, загадкового стилю і символічності текстів пісень. Її робота як учасниці Fleetwood Mac і соло-артистки налічує понад 40 хітів, проданих в кількості понад 140 мільйонів, що робить її однією з найуспішніших виконавців всіх часів спільно з Fleetwood Mac.

## Дискографія

#### Студійні альбоми
- Buckingham Nicks (1973, спільн з Ліндсі Бекінгемом)
- Bella Donna (1981)
- The Wild Heart (1983)
- Rock a Little (1985)
- The Other Side of the Mirror (1989)
- Street Angel (1994)
- Trouble in Shangri-La (2001)
- In Your Dreams (2011)
- 24 Karat Gold: Songs from the Vault (2014)

## Примітка
1. 1 2  Deutsche Nationalbibliothek Record #119278332 // Gemeinsame Normdatei — 2012—2016.
2. ↑  ČSFD — 2001.
3. ↑  GeneaStar
4. ↑  http://www.nicksfix.com/saltlake1.htm
5. ↑  http://www.ccsloan.info/2008/08/stevie-nicks-went-to-my-school.html
6. ↑  Stevie Nicks in LA Times. rockalittle.com. Процитовано 20 січня 2018.